# Абаршахр
Абаршахр был провинцией государства Сасанидов в поздней античности, которая находилась около Хорасана. Провинция граничила с Мидией на западе, Гирканией на северо-западе, Маргианой на северо-востоке и Харевом (Гератский оазис) на юго-востоке, занимая, таким образом, территорию античной Парфии. Центром провинции был Нишапур.
Достоверно известно, что правитель Абаршахра имел уникальный титул канаранга, отличающийся от титула марзпана, присуждаемого правителям приграничных провинций.

## Этимология
Представлено несколько этимологий происхождения названия провинции. Например, в Средние века арабские географы считали, что это название означает «облачный город». Это также интерпретируется как означающее «верхняя земля». Недавняя этимология, предполагающая, что название Абаршахр произошло от Апарн-шахр, «земля апарнов», считается наиболее правдоподобной.

## История
Провинция была образована во время правления Шапура I, как часть его усилий по установлению большей централизации в империи, и состояла из вассального царства Сатаропа, объявившего о верности отцу Шапура Ардаширу I, после его победы над последним парфянского царя, по имени Артабан V, в битве при Хормозгане 224 г. Город Нишапур (пехл. Nēw-S̲h̲āhpūr, Ной-Шапур — «новый [город] Шапура») был основан или перестроен Шапуром I и служил административной столицей Абаршахра, рядом с храмом Адур Бурзен-Михр, домом одного из трёх «великих огней», которые были священны для Заратустры. Нишапур считался более безопасным местом, чем бывшая столица провинции, называемая Тус, от натиска кочевых племён.
Мар Амо, ученик Мани, основатель манихейства, возглавил миссию в Абаршахр в сопровождении парфянского царевича Ардавана и нескольких других людей в течение 260-х гг. Предполагается, что Ардаван, как манихейский член парфянской элиты, помогал Мара Амо проповедовать среди парфянской знати и распространять манихейство.
В 629 г., во время гражданской войны в империи Сасанидов 628—632 гг., Абаршахр недолго находился под властью сасанидского узурпатора Хосрова III. В 651 году последний шах Сасанидов Йездигерд III был убит по приказу своего генерала Махоя Сури, что положило конец династии Сасанидов. Однако Абаршахр всё ещё находился под властью канарангов, которые больше не находились под властью Сасанидов. Однако вскоре власть закончилась: в 652 году Абаршахр подвергся нападению со стороны арабского военачальника Абдуллы ибн Амира, заключившего соглашение с канарангом, Канадбаком. В соглашении Канадбак согласился платить дань арабам, оставаясь при этом под контролем своих территорий в Тусе. Однако в то же время Карениды Нишапура под предводительством Бурзин-шаха и Савара Карина угрожали Канадбаку и Абдулле и сумели вернуть себе территорию в Хорасане, в которую входили такие города, как Нишапур, некогда находившиеся под их контролем. Затем Абдулла пообещал Канадбаку, что вернёт ему потерянную территорию в обмен на помощь в борьбе с каренидскими повстанцами. Затем они стали грабить окрестности Нишапура и ожесточенно сражались за город.
Тогда Савар попытался примириться с Абдуллой и сказал ему, что откроет ворота Нишапура, если тот помилует его. Абдулла, однако, согласился, и когда ворота открылись, он вошёл в ворота со своей армией и начал грабить город и убивать горожан, пока Канадбак не сказал ему: «О Амир, когда ты победишь, торжествующее прощение [добродетель] будет больше ему мстить и мстить». Тогда Абдулла сделал так, как сказал последний, и вернул город Канадбаку, которым по-прежнему правил вассал Праведного халифата.